# Arrelats Folk
La mostra Arrelats Folk és un festival de música tradicional i cultura popular que se celebra anualment a Xàtiva des del 2011, organitzat per l'Escola de Danses de Xàtiva.
El primer any va consistir en l'actuació dels amfitrions i el grup castellans El Guindo. L'any següent va començar amb la festa infantil Menuts Arrelats i l'actuació de l'alcudià Dani Miquel per a la xicalla i un concert del cantaor gandià Carles Dénia al Gran Teatre de Xàtiva. La tercera edició va comptar de nou amb Dani Miquel, el cantaor local Pep Gimeno Botifarra, Neus Gil amb Paqui Gil i els grups Tirant de Rondalla i Barbaritats, a més d'un espectacle antològic pels trenta-cinc anys de l'Escola de Danses.
L'any 2014 va començar amb un concert del folkloriste castellà Eliseo Parra a Sant Domènec i, al sendemà, Menuts Arrelats amb Llorenç Giménez el Contacontes, unes folies i l'actuació del grup Notes Soltes. L'any 2015, la jornada inaugural va coincidir amb l'estrena oficial del disc L'home insomne de Carles Dénia, al Gran Teatre: unes hores abans va tenir lloc una taula redona amb la presència del musicòleg gandienc Jordi Reig i els catalans Tornaveus, presentats per l'escriptor Xavier Aliaga, al Museu de l'Almodí. El programa de la V edició també va incloure el concert Pequeña historia de la trikitixa dels bascs Kepa Junkera i Sorginak, la jornada de Menuts Arrelats amb el grup alcoià Pelandruska i l'actuació de l'Escola de Danses i el grup manxec Virgen de las Cruces.
La VI edició (2016) va comptar per primera volta amb el patrocini de la Diputació de València i Renfe Rodalia, a més de l'Ajuntament de Xàtiva: la programació es va presentar en la Fira d'Agost amb l'actuació del grup Xaluq i va tindre lloc del 23 de setembre a l'1 d'octubre amb una classe magistral de la folklorista Vanesa Muela a l'Almodí, presentada pel periodiste Josep Lluís Fitó; el Menuts Arrelats per a la xicalla, sengles concerts dels gallecs Luar na Lubre (amb les colles La Socarrà i La Degollà) i Botifarra amb Pau Chàfer, i microconcerts en la Fira de l'All.